# Indigofera boinensis
Indigofera boinensis är en ärtväxtart som beskrevs av René Viguier. Indigofera boinensis ingår i släktet indigosläktet, och familjen ärtväxter. Inga underarter finns listade i Catalogue of Life.